# Australothis rubrescens
Espèce
Synonymes
- Thalpophila rubrescens Walker, 1858
- Heliothis hyperchroa Turner, 1920

Australothis rubrescens est une espèce de lépidoptères (papillons) de la famille des Noctuidae.
On la trouve dans toute l'Australie, y compris la Tasmanie.
Sa chenille se nourrit entre autres sur Sigesbeckia orientalis.